# William Kidd
William Kidd zvaný také jako kapitán Kidd (1645? – 23. května 1701) byl skotský pirát a bukanýr známý díky procesu, při kterém byl odsouzen k trestu smrti za pirátství poté, co se vrátil ze své plavby Indickým oceánem.
Na plavbu byl najat vládou Anglie, aby lovil piráty. Zároveň ale určili datum, do kterého se má ze své plavby navrátit. Návrat do stanoveného data ale nestihl a navíc přepadl a oloupil arménskou loď, která se nacházela pod anglickou ochranou. To v Anglii vyvolalo nespokojenost a proto byl po svém návratu zatčen za pirátství a vraždu, uvězněn v Newgate.
23. května 1701 byl popraven oběšením až na druhý pokus, poprvé se přetrhlo lano. Někteří moderní historici ovšem považují jeho pirátskou reputaci za nespravedlivě přidělovanou, protože existují důkazy, že byl pouze privatýrem. Jeho věhlas se rychle rozšířil díky okolnostem, za kterých byl vyslýchán před anglickým parlamentem a v následném procesu. Jeho skutečné drancování, ať už pirátské či ne, bylo méně destruktivní i lukrativní než drancování mnoha jiných tehdejších pirátů a privatýrů.

## Život
Z počátku to byl obyčejný občan, který vedl normální život. Žil v New Yorku byl ženatý a měl dvě dcery. Patřil k bohatým a vlivným obchodníkům.
V té době měla Anglie velké těžkosti s rušiteli námořního obchodu, byli kapitáni ozbrojených lodí vybavováni tzv. kaperskými listy které jim umožňovaly lapat nepřátelské, pirátské a podezřelé lodě. Protože byli na takové činnosti výrazně zainteresování podílem na kořisti, kapitáni kaperských lodí se jen malinko lišili od svých obětí. Po obdržení listu se z pirátů stávali privatýři neboli kapeři. Takže byli zákonem chráněni, protože list vydával sám panovník.
Roku 1696 Kidd získal licenci spolu se čtyřmi podílníky. Pátým podílem přispěl William Kidd, který kvůli tomu prodal svoji loď Antigua. Zato se stal velitelem nově zakoupeného trojstěžníku Adventure Galley o 34 dělech a s posádkou 150 mužů. Kidd se dostal do velkých problémů, protože se tímto způsobem hodně zadlužil. Ale do cesty se mu nedostala žádná loď, kterou by byl oprávněn zajmout. Posádka byla už velmi nespokojená, proto se Kidd rozhodl potopit první loď, která se mu připlete do cesty. Zajal loď loď arménských kupců s bohatým nákladem látek, ale i zlata a stříbra a bylo rozhodnuto, Kidd se stal kapitánem pirátů. Kapitán se rozhodl vrátit do Bostonu, aby splatil svůj dluh podílníkům. Tam byl ale zatčen a dopraven do Anglie, kde byl souzen za zabití a následné odsouzen k trestu smrti oběšením.

## Poklad kapitána Kidda
Před 310 roky tak vznikla legenda o tajemném pokladu kapitána Kidda, který má být ukryt na některém z ostrovů u amerických břehů. Jeden takový poklad v hodnotě 14 000 liber byl v 19. století nalezen na Gardinerově ostrově u východního konce Long Islandu a dnes mají vytipováno na 20 míst uložení údajného pokladu kapitána Kidda, který nebyl žádným pirátem.